# NGC 6510
NGC 6510 (NGC 6511) je prečkasta spiralna galaktika u zviježđu Zmaju. Naknadno je utvrđeno da je NGC 6511 ista galaktika.

## Vanjske poveznice
- (engl.) SEDS: NGC 6510
- (engl.) Hartmut Frommert: Revidirani Novi opći katalog
- (engl.) Izvangalaktička baza podataka NASA-e i IPAC-a
- (engl.) Astronomska baza podataka SIMBAD
- (engl.) VizieR
- (engl.) Auke Slotegraaf: NGC 6510 Deep Sky Observer's Companion
- (engl.) Courtney Seligman: Objekti Novog općeg kataloga: NGC 6500 - 6549